# Journal of Heterocyclic Chemistry
Journal of Heterocyclic Chemistry, скорочено J. Heterocyclic Chem. (укр. Журнал гетероциклічної хімії) — науковий журнал, який видає Wiley-Verlag. Перше видання вийшло у 1964 році. Наразі журнал виходить щомісяця. Публікуються статті з усіх розділів хімії гетероциклічних сполук у формі наукових статей, оглядів літератури і коротких повідомлень..
Імпакт-фактор у 2019 році склав 1,484. Згідно зі статистичними даними ISI Web of Knowledge, журнал посідає 40 місце в категорії органічна хімія з 57 журналів цим імпакт-фактором.  
Головний редактор: Аккатту Т. Біджу (Індійський інститут науки), Бангалор, Індія.